# قائمة المدارس في السودان
التالي قائمة باسماء المدارس الموجودة في دولة السودان .

## المدارس الابتدائية ( الاساس) والثانوية

### أم درمان
- قائمة المدارس الابتدائية والثانوية في مدينة أم درمان ما يلي:
- مدرسة سان جورج الإنجليزية (منهج سوداني مترجم)
- مدرسه امدرمان الثانوية الاهلية

- مدرسة الملك فهد الثانوية
- مدرسة النخبة الثانوية
- ثانوية الشيخ الدقير

### الخرطوم
تشمل المدارس الابتدائية والثانوية في مدينة الخرطوم :
- مدرسة سان جورج ( منهج سوداني مترجم )
- مدارس كامبرج العالمية (الخرطوم)
- مدارس ايكول
- اكاديمية افانش
- امدارس اي بي سي للغات
- مدارس التعليم البريطاني
- مدارس المثابة العالمية
- مدارس الموتمر الثانوية
- مدرسة الشيخ مصطفي الامين الثانوية
- مدرسة الشيخ يوسف الدقير الثانوية
- مدرسه أسماء عبد الرحيم الابتدائية النموذجية بنات
- مدرسه أسماء عبد الرحيم الثانوية النموذجية بنات
- مدارس بشير محمد سعيد الثانوية
- مدارس كامبرج الثانوية العالمية
- مدرسة ديدي انتون التذكارية
- مدارس قادة المستقبل العالمية
- كلية غردون التذكارية
- مدرسة حنتوب الثانوية
- مدارس هالوم المتوسطة
- مدارس الارتقاء
- مدارس ايفوري الخاصة
- مدرسة الخرطوم القديمة)
- مدرسة الاميرية ( الوسطي)
- مدارس الخرطوم الامريكية
- مدارس الدوبلوماسية الخرطوك
- مدارس الخرطوم العالميةl
- مدرسة بحري الثانوية
- مدارس كبيدة العاليمة
- مدارس المعالي الثانوية الخاصة[1]
- مدارس المنار الجديد الثانوية الخاصة
- مدارس النيل الثانوية الخاصة
- مدارس العلا الثانوية الخاصة
- مدارس نيوهورايزون الخاصة
- مدارس الخرطوم الجديدة الثانوية الخاصة
- مدارس نوفا الثانوية الخاصة
- مدارس بروقرس العاليمة
- مدارس القبس العاليمة
- مدارس الرياض الانجليزيه
- مدارس الجودة العالمية
- مدرسة البيارق الأساسية الخاصة

- مدارس سعودي العالمية
- مدارس سي او اس ام درمان امبده
- المدارس السودانية التركية
- اكاديمية سليمان حسين
- مدارس الاتحاد العليا(السودان) lمدرسة الاتحاد
- مدرسة وادي سيدنا الثانوية
- مدارس الصافات الخاصة[3]

مدرسة المعين الخاصة اساس

### ود مدنيولاية الجزيرة
- مدرسة ودمدني الثانوية
- مدارس القبس الدولية
- مدارس الصفوة الابتدائية الخاصة
- مدرسة أحمد عبد العزيز
- مدرسة الاوائل الثانوية الخاصة
- مدرسة ودمدني العالمية
- مدرسة البندر الابتدائية الخاصة
- مدراس النجاح الابتدائية

محلية الحوش
- مدرسة نور القيوم بنين
- مدرسة الزهراء بنات

ولاية شمال كردفان 
- مدرسة خورطقت الثانوية

### ولاية البحر الأحمر
- المدارس الابتدائية والثانوية بولاية البحر الأحمر

#### مدينةبورتسودان
المدارس الابتدائية والثانوية بمدينة بورتسودان
- مدرسة وستمنستر
- معهد وستمنستر لامار
- كلية ويكند

## مدارس الثانوية فينيالا

### ١. مدرسة نيالا الثانوية
٢. مدرسة جنوب دارفور كاشا
٣. مدرسة الفرقان الخاصة
٣. مدرسة افاق المستقبل
٤. مدارس البشرى الثانوية
٥. مدرسة ام لباسة النموذجية بنين
٦. مدرسة ام لباسة الثانوية بنات
٧. مدرسة ام المؤمنين
٨. مدرسة مصعب بن عمير
٩. مدرسة خالد ابن الوليد
١٠. مدرسة عد الفرسان
١١. مدرسة كنوز المعرفة
١٢. مدرسة عبدالله فرح